# Јаго Фалке
Јаго Фалке Силва (шп. Iago Falque Silva; Виго, 4. јануар 1990) шпански је фудбалер, који тренутно наступа за Торино на позицији левог крила.

## Каријера
Рођен је у Вигу, у шпанској покрајини Галицији. Каријеру је започео у мадридском Реалу из кога је прешао у Барселону 2001. године. У Барселониној омладинској школи провео је седам година после чега је прешао у Барселону Б, за коју је одиграо само један меч на коме је постигао гол. Убрзо након тога прелази у италијански Јувентус. Јувентус је за Фалкеа платио два и по милиона евра, а Фалке је потписао четворогодишњи уговор. Фалке је прво позајмљен Барију где је играо за млади тим, па се вратио у Јувентус где је наступао искључиво за млади тим, а онда је отишао на позајмицу у Виљареал Б, где се озборио за стартну поставу и оставио 36 настипа. После истека позајмице Фалке је из Јувентуса прешао у Тотенхем на једногодишњу позајмицу са опцијом да га Тотенхем у потпуности откупи што је Тотенхем и урадио у јануару 2012. године. После потписивања уговора са Тотенхемом Фалке је послат на позајмицу у Саутемптон до краја те сезоне. После завршетка те сезоне Фалке се вратио у Тотенхем али је следећег јануара поново послат на позајмицу овај пут у шпанску Алмерију. По завшетку те сезоне у којој је Алмерија изборила повратак у прву шпанску лигу, Фалке је у августу послат на нову позајмицу у Рајо Валекано. Фалко је одрадио једногодишњу позајмицу у Рају после чега га је 1. августа 2014 Тотенхем продао Ђенови за око пет милиона евра.